# The Salvation Army Lass
The Salvation Army Lass é um filme mudo norte-americano de 1909 em curta-metragem, do gênero drama, dirigido por D. W. Griffith, baseado na peça Salvation Nell de Edward Sheldon.